# Russia Beyond
Russia Beyond (RB, anteriormente Russia Beyond the Headlines) es un recurso informativo multilingüe, una fuente de noticias, opiniones y análisis sobre las cuestiones culturales, políticas, empresariales, científicas y sociales que afectan a Rusia. La firma es financiada por el gobierno ruso via Rossíiskaya Gazeta

 antes 2016 y Russia Today después. 
Los suplementos de RB se publican en 26 influyentes periódicos de 21 países diferentes en 14 lenguas. Además, cuenta con 19 sites en 16 lenguas diferentes. Periodistas independientes rusos y extranjeros informan a través de las ediciones impresas y de la versión digital sobre los principales eventos y acontecimientos que tienen lugar en Rusia.
Asimismo, RB publica las opiniones de un amplio abanico de expertos sobre la actuación de Rusia en el ámbito internacional y sobre los procesos que se viven en el país.

## Misión
Tiene como objetivo el análisis, la clasificación y la publicación en diversos idiomas de temas vinculados a la actualidad política y social, la cultura, los negocios, la ciencia y la historia rusas, así como de otros ámbitos sobre los que el lector extranjero no suele encontrar información en los medios de comunicación nacionales.
Sirve de enlace entre la sociedad rusa y el público extranjero, y recoge en su plataforma de comunicación un diálogo internacional ponderado y profesional.

## Estructura
Es un recurso informativo financiado por el periódico Rossíiskaya Gazeta, boletín oficial del gobierno de la Federación de Rusia, el cual recibe fondos de los presupuestos del Estado para la publicación oficial de las leyes y disposiciones del Gobierno. Por otra parte, la Rossíiskaya Gazeta es también un diario sociopolítico que obtiene ingresos a través de la publicidad y la venta de ejemplares. La financiación del proyecto de RBTH corre a cargo de dichos ingresos.
En la redacción de RB, distinta de la de la Rossíyskaya Gazeta, se prepara material para publicar tanto en suplementos de periódicos extranjeros como en su propia plataforma multilingüe en línea.
La redacción consta de una sección central (Central Desk), donde se elabora el material común para todos los países y regiones, y varias secciones (o clusters) regionales, que adaptan dicho material a los distintos países y añaden temas relevantes para cada región. Las ediciones regionales de RBTH publican además información acerca de las relaciones bilaterales con Rusia.

## Principios editoriales
La línea editorial de RB se rige por la práctica del periodismo de calidad, los principios de equilibrio, objetividad y relevancia en las publicaciones de cara al lector, por la representatividad de opiniones y también por la adecuación a los estándares periodísticos, las normas de redacción y los hábitos de los periódicos en los que se publica el contenido de RB.
La mayor parte del material lo elaboran autores independientes en exclusiva para RB. Otra parte del contenido se extrae de algunos medios de comunicación rusos (Védomosti, Kommersant, Rossíyskaya Gazeta, Russki Reportior, The Moscow Times, etc.), previa autorización.

## La gestión financiera
La actividad de RB está financiada por la Rossíyskaya Gazeta, así como por ingresos propios obtenidos mediante patrocinio y publicidad comercial.
RB cubre de manera parcial o total los costes derivados de la producción de suplementos (papel, impresión, distribución) en periódicos extranjeros asociados, además de contratar con ellos la prestación de servicios adicionales de promoción y análisis de la reacción de los lectores.

## Marketing y análisis sociológico del auditorio de los suplementos
Según los acuerdos establecidos, los socios de RB realizan un análisis periódico de los lectores con el fin de identificar el grado de conocimiento del proyecto y la reacción que este despierta en el público.
Entre 500 y 600 encuestados indican con qué frecuencia hojean o leen el suplemento ruso, cuánto tiempo dedican a su lectura, cuáles son sus preferencias temáticas y qué temas querrían leer en las próximas tiradas, cuál es su opinión sobre la relación actual entre su país y Rusia, etc.
Consultores independientes se encargan de la recopilación, el tratamiento, el análisis y la comparación de esta información, lo que proporciona una interpretación imparcial de la información obtenida sobre los principales indicadores del rendimiento del proyecto. Estos estudios permiten detectar cambios en el alcance del proyecto, estudiar el perfil socio-demográfico del público y conocer los intereses de los lectores y su valoración del desarrollo de las relaciones con Rusia.

## El público
El público de RB abarca un amplio círculo de lectores de clase acomodada, con formación superior y socialmente activos, lectores de los periódicos nacionales más influyentes. En total, todos los suplementos de RB tienen un público potencial de más de 33 millones de personas pertenecientes a la élite política, cultural, empresarial y científica. La audiencia total de las páginas web de RBTH alcanza 1,6 millones de personas al mes.